# Voyager (Mike Oldfield)
Voyager is een muziekalbum van Mike Oldfield.

## Inleiding
Het zou het laatste album zijn dat hij volgens zijn contract met Warner Brothers moest leveren, maar Oldfield nam voor dat label ook nog Tubular Bells III op. De stijl laat een mengeling horen van new agemuziek en Keltische muziek. Die gebruikte hij ook bij andere albums, maar dit album is geheel gevuld met die muziek. Oldfield gebruikte dan ook volksmuziek, arrangementen van klassieke muziek en eigen werk in die stijl voor dit album, waarmee hij snel klaar was. Volgens Oldfield was hij maar anderhalve maand bezig met dit album. Origineel zou Oldfield alleen akoestische muziekinstrumenten bespelen, maar de dochter van een van de platenbazen vond het te saai. Oldfield voegde synthesizers toe, ondanks dat dit soort opmerkingen juist de reden vormde voor zijn vertrek bij Virgin Records. Geluidstechnici waren Gregg Jackman en Tom Newman, die laatste begeleidde Oldfield als sinds Tubular Bells.

## Musici
- Mike Oldfield - gitaar
- Máire Breatnach – fiddle
- London Voices – koorzang
- Noel Eccles – percussie
- Liam O'Flynn – Uilleann pipes
- Chris Apps, Roger Huth, Ian Macey, Bob MacIntosh - Highland pipers
- Seán Keane – fiddle
- London Symphony Orchestra
- Matt Molloy – fluiten, fluitjes
- John Myers – tin whistle, fiddle
- Davy Spillane – Uilleann pipes, low whistle
- Pat Walsh – aanvullende muziek
- Robin Smith – arrangement (track 10), orkestleider (10)
- Henry Jackman – aanvullend programmeerwerk

## Muziek
| Nr. | Titel                                                   | Duur  |
| --- | ------------------------------------------------------- | ----- |
| 1.  | The song of the sun (Bieito Romero)                     | 4:32  |
| 2.  | Celtic rain (Oldfield)                                  | 4:41  |
| 3.  | The hero (James Scott Skinner, arr. Oldfield)           | 5:03  |
| 4.  | Women of Ireland (Sean O Riada, Oldfield)               | 6;29  |
| 5.  | The voyager (Oldfield)                                  | 4:26  |
| 6.  | She moves through the fair (volksliedje, arr. Oldfield) | 4:06  |
| 7.  | Dark island (Iain Maclachlan, arr. Oldfield)            | 5:43  |
| 8.  | Wild goose flaps his wings (Oldfield)                   | 5:04  |
| 9.  | Flowers of the forest (volksliedje, arr. Oldfield)      | 6:03  |
| 10. | Mont St Michel (Oldfield)                               | 12:18 |

Flowers of the forest voert terug op de Slag bij Flodden Field. She moves through the fair was ook al gebruikt als basis voor Belfast Child van Simple Minds. Mont St Michel gaat daadwerkelijk over Mont Saint-Michel. Bijzonder is dat rapper Snoop Dogg uit een totaal andere muziekrichting  Celtic rain heeft gesampled in zijn Why did you leave me.

## Ontvangst
Het album haalde in diverse West-Europese landen de albumlijsten. In Nederland stond het acht weken genoteerd in de Album Top 100 met een hoogste positie plaats 41. In Engeland haalde het in zes weken notering de 12e plaats. Bijzonder was Hongarije waar het een eerste plaats haalde.
Tubular Bells · Hergest Ridge · Ommadawn · Incantations · Platinum · QE2 · Five miles out · Crises · Discovery · The Killing Fields · Islands · Earth Moving · Amarok · Heaven's open · Tubular Bells II · The songs of distant earth · Voyager · Tubular Bells III · Guitars · The Millennium Bell · Tr3s lunas · Tubular Bells 2003 · Light + Shade · Music of the Spheres · Man on the Rocks · Return to Ommadawn ·